# Hadropareia middendorffii
Hadropareia middendorffii är en fiskart som beskrevs av Schmidt, 1904. Hadropareia middendorffii ingår i släktet Hadropareia och familjen tånglakefiskar. IUCN kategoriserar arten globalt som livskraftig. Inga underarter finns listade i Catalogue of Life.